# Dărmănești, Dâmbovița
Dărmănești este satul de reședință al comunei cu același nume din județul Dâmbovița, Muntenia, România. Se află în partea de sud-est a județului.

## Etimologie
Numele așezării (în zona unde există și Comarnic), întâlnit și la Dărmănești, Bacău pe râul Trotuș, de lângă Comănești și Dărmănești, Suceava, provine dintr-un nume cuman de persoană, întâlnit în registre otomane ca Derman, Durman și Dărman. Potrivit lingvistului bulgar Jordan Zaimov⁠(bg)[traduceți], antroponimele menționate sunt forme prescurtate ale lui Deriman (compus din Derim și terminația -an), care la rândul lui este prescurtarea cuvântului Derimir, provenit din verbul dera „a lupta”. Pe de altă parte, Dărman este o combinație între Dărmo (din dărma „lemn gros”,) și terminația -an.
Potrivit lui Zaimov, formele provin din secolele al XV-lea și al XVI-lea, însă în izvoarele maghiare a fost menționat antroponimul cuman încă din secolul al XIII-lea, ca Dorman[us] sau Derman[us] (1285), ulterior și Dormani (1340), Dormánháza (1406, ulterior Dormánd), familia Dormánházi (1406), Dormán (1477) și altele. Numele turcic Durman (unde dur-/tur- înseamnă „a sta”, „a opri”, „a rămâne”) a fost întâlnit ca numele unui sat în nordul Crimeii, Dorman în numele unui trib turcic sub stăpânire mongolă, iar Dorman sau Dărman drept conducător al regiunii Branicevo și supus al țarului bulgar George Terter (1280–1292). Ca patronim a fost întâlnit în Moldova și Țara Românească ca Petra Drmana (1499), Dărman căpitan (1563) sau Jonasco Dărman (1636).
În Bulgaria există satele Dermanci (Dermanče în sursele otomane), Dărmanți, Vrața și Dermanți situat pe râul Vit, la fel precum satul Komarevo, Vrața. Despre toponimele de tip Komarevo István Schütz⁠(hu)[traduceți] a menționat că, alături de Comarnic și Komarni nahiye (menționat într-un registru otoman al Sangeacului de Scutari⁠(en)[traduceți] în 1485), sunt tot de origine cumană și au suferit modificări prin rotacism, posibil sub influență română sau aromână.
În Ungaria există satul Dormánd, Heves, denumit în secolele al XIV-lea și al XV-lea Dormánháza. Mai înainte, satul s-a numit Bogorbesenyő, ceea ce arată și stabilirea pecenegilor.